# لیپوئیک اسید
لیپوئیک اسید (به انگلیسی: Lipoic acid) با فرمول شیمیایی C
۸H
۱۴O
۲S
۲ یک ترکیب شیمیایی با شناسه پاب‌کم ۶۱۱۲ است. که جرم مولی آن ۲۰۶٫۳۳ g/mol می‌باشد. شکل ظاهری این ترکیب، بلورهای سوزنی زرد است.
لیپوئیک اسید (LA)، همچنین با نام‌های دیگر از قبیل: (α-lipoic acid) و (ALA) و ( thioctic acid) شناخته می‌شود. این ماده برای متابولیسم هوازی ضروری است . همچنین از آن به عنوان یک مکمل غذایی ( آنتی اکسیدان) در برخی از کشورها استفاده می‌شود .

## سلامتی
LA در هر سلولی از بدن انسان وجود دارد و در تبدیل نمودن گلوکز به انرژی نقش مهمی دارد.
منابع غذایی که حاوی LA می‌باشند عبارتند از گوشت قرمز، مخمر جو و اسفناج و کلم بروکلی و ... است . همچنین می‌توان در مواردی که جنبه درمانی دارند از مکمل‌های LA استفاده نمود. میزان LA موجود در مکمل‌ها بسیار بیشتر از LA موجود در مواد غذایی می‌باشد.
اسید آلفالیپوئیک آنتی‌اکسیدان بسیار قوی و فعال بوده و با رادیکال‌های آزاد که برای بدن بسیار مضر می‌باشند، مبارزه می‌کند. بسیاری از آنتی‌اکسیدان‌ها محلول در آب می‌باشند، بدین معنی که فقط در آب فعال هستند و برخی از آن‌ها محلول در چربی می‌باشند و فقط در بافت‌های چربی فعالیت می‌کنند، اما LA محلول در هر دو محیط (آب و چربی) می‌باشد، لذا در تمام بافت‌ها و قسمت‌های بدن وجود داشته و قادر به فعالیت می‌باشد.
شواهد حاکی از آن است که این اسید همچنین می‌تواند سایر آنتی‌اکسیدان‌های موجود در بدن را که توسط رادیکال‌های آزاد از کار افتاده‌اند، احیا کرده تا آن‌ها مجدداً فعال شوند.
فعالیت این آنتی‌اکسیدان در بدن به پاک‌سازی و سم‌زدایی از بدن کمک کرده و آن را سرعت می‌بخشد، از طرفی از سلول‌ها محافظت نموده و از تخریب بافت‌ها و اندام‌های بدن جلوگیری می‌کند. همچنین بدن را در برابر میکروب و آلودگی محافظت می‌نماید و در صورت ورود میکروب‌ها به بدن، با آن‌ها مبارزه می‌کند.
کارشناسان معتقدند این اسید همچنین می‌تواند از تجمع بیش از اندازه فلزات در بدن مانند آهن و مس جلوگیری کرده و سبب خروج آن‌ها از بدن شود و در نتیجه در کاهش مواد سرطان‌زا از بدن مؤثر می‌باشد.

## مفید برای دیابتی‌ها
به گفته کارشناسان، از اسید آلفالیپوئیک برای کمک به درمان دیابت سال‌هاست که در اروپا استفاده می‌شود. این نوع اسید در پایین آوردن قند خون مؤثر بوده و با توجه به توانایی آن در مبارزه با رادیکال‌های آزاد، می‌تواند در کاهش درد، سوزش، خارش و بی‌حسی‌های ناشی از دیابت که بر اثر آسیب دیدن عصب‌های مربوطه رخ می‌دهد، بسیار مؤثر باشد.
این اسید همچنین می‌تواند بر روی عصب‌های مرتبط با قلب که ممکن است بر اثر دیابت دچار آسیب شده باشند، تأثیر مثبتی داشته باشد.

## تقویت مغز
LA می‌تواند به راحتی وارد سلول‌های مغزی شود و اثر حفاظتی بر روی سلول‌های مغز و بافت عصبی آن دارد. بر همین اساس تحقیقاتی در مورد LA و نقش آن در درمان یا پیشگیری از سکته و سایر آسیب‌های مغزی انجام شده‌است. تحقیقات نشان می‌دهند حیواناتی که آلفا لیپوئیک اسید را دریافت می‌کردند، کمتر دچار آسیب‌های مغزی می‌شدند و شانس زنده ماندن در آن‌ها 4 برابر بیشتر از حیواناتی بود که LA را دریافت نمی‌کردند.

## بیماران مبتلا به ایدز
مکمل LA در درمان ایدز می‌تواند مفید واقع شود. با تحقیقات انجام شده در آزمایشگاه محققان دریافتند، LA می‌تواند رشد ویروس HIV را کند یا متوقف سازد.

## کاهش کلسترول بد خون (LDL)
طبق تحقیقات انجام شده، اسید آلفالیپوئیک می‌تواند از اکسیداسیون چربی بد خون (LDL) جلوگیری نماید. این اسید همچنین سبب افزایش میزان پروتئین‌های تنظیم‌کننده کلسترول خون می‌شود.